# Jean Baptista von Schweitzer

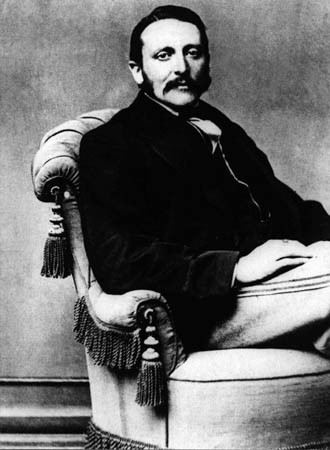
Jean Baptista von Schweitzer

Jean Baptista von Schweitzer (12 tháng 7 năm 1833 – 28 tháng 7 năm 1875) là một chính khách người Đức và nhà thơ kịch tính.

## Cuộc đời
Ông sinh ra tại Frankfurt am Main, trong một gia đình Công giáo quý tộc cũ.
Ông học luật ở Berlin và Heidelberg, và sau đó thực tập tại thành phố quê hương của mình.  Tuy nhiên, ông thường quan tâm đến chính trị và văn học hơn luật pháp.
Ông bị thu hút bởi phong trào lao động dân chủ xã hội và sau cái chết của Ferdinand Lassalle, vào năm 1864, ông trở thành chủ tịch của Tổng công đoàn Đức, và trong khả năng này đã chỉnh sửa Sozialdemokrat, khiến ông gặp rắc rối thường xuyên với chính phủ Phổ.
Ông bị bắt và bị buộc tội đồng tính luyến ái nhưng những người chủ chốt trong Đảng Dân chủ Xã hội vẫn ủng hộ anh ta.
Năm 1867, ông được bầu vào quốc hội Liên bang Bắc Đức. Năm 1868, ông đặt ra thuật ngữ "tập trung dân chủ" để mô tả cấu trúc của tổ chức của mình. Về việc không đảm bảo bầu cử vào Reichstag của Đức vào năm 1871, ông đã từ chức chủ tịch của Liên đoàn Lao động, và rút lui khỏi đời sống chính trị.
Ông qua đời ở Thụy Sĩ.

## Công việc
Schweitzer sáng tác một số bộ phim truyền hình và hài kịch, trong đó một số trong một thời gian đã thành công đáng kể. Trong số đó có thể được đề cập:
- Alcibiades (Frankfurt, 1858)
- Friedrich Barbarossa (Frankfurt, 1858)
- Canossa (Berlin, 1872)
- Die Darwinianer (Frankfurt, 1875)
- Die Eidechse (Frankfurt, 1876)
- Epidemisch (Frankfurt, 1876)

He also wrote one political novel, Lucinde oder Kapital und Arbeit (Frankfurt, 1864).